# Albertina (muzej)
Albertina je muzej v dunajskem notranjem mestu (Innere Stadt; prvo okrožje mesta Dunaj), Avstrija. Gosti eno največjih in najpomembnejših grafičnih zbirk na svetu s približno 65.000 grafikami in okoli milijonom starih odtisov (od pozne gotike do sodobnosti), prav tako pa tudi zbirko sodobnih grafičnih del, arhitekturnih skic in fotografij. Poleg tega je muzej pred kratkim na stalno izposojo prejel dve večji zbirki impresionistov in umetnostnih del zgodnjega 20. stoletja, od katerih bodo nekatera na stalni razstavi. Muzej gosti tudi začasne razstave. Na tem mestu gostuje tudi avstrijski filmski muzej.
Albertina je nastala kot ena zadnjih dunajskih utrdb. Leta 1744 jo je za svojo palačo predelal direktor dvorne gradbene pisarne (Hofbauamt) Emanuel Teles Count Silva-Tarouca, zato je bila znana pod imenom Palais Taroucca. Zgradbo je kasneje prevzel vojvoda Albert Saxen-Teschen, zet avstrijske cesarice Marije Terezije, in vanjo kot guverner habsburške Nizozemske iz Bruslja prenesel svojo zbirko umetniških del ter leta 1768 ustanovil muzej. Za vojvodo je poslopje še podaljšal Louis Montoyer in od takrat se Albertina dotika palače Hofburg. Zbirko so dopolnili Albertovi nasledniki. Ime Albertina se pojavi leta 1921.
V muzeju so tako dela nemških avtorjev kot so Albrecht Dürer, Hans Holbein, Adolph Menzel, Max Liebermann; avstrijskih avtorjev kot so Rottmayr, Troger, Makart, Klimt, Kubin; italijanskih avtorjev kot npr. Fra Angelico, Mantegna, da Vinci, Rafael, Canaletto, Tiepolo; starejših nizozemsko-flamskih (van Leyden, Brueghel, van Dyck, Rubens); nizozemskih avtorjev Both, van Goyen, Ruisdael, Rembrandt); francoskih (Poussin, Watteau, Matisse, Chagall) in angleških (Reynolds, Gainsborugh, Romney).

## Galerija
- Študija za zadnjo večerjo, Leonardo da Vinci, približno. 1495
- Mladi kunec, Albrecht Dürer (1502)
- Slikar in kupec, Pieter Bruegel starejši, 1565
- Dekle s svizcem, Jean-Honoré Fragonard, neznan datum
- Erherzog Carl von Österreich, Georg Decker, približno  1847
- Beli konj »Gazelle«, Henri de Toulouse-Lautrec, 1881
- Hiša med vrtnicami, Claude Monet, približno 1918